# Lied
Lied (njemački za "pjesmu") njemački je izraz koji opisuje spoj poezije i klasične glazbe kako bi nastalo djelo polifone glazbe.
Izraz se koristi za pjesme iz kasnog 14. ili ranog 15. stoljeća, ili se čak odnosi na Minnesang (ljubavna dvorska lirika) iz 12. i 13. stoljeća. Kasnije se to posebno odnosilo na ambijente romantičarske poezije tijekom kasnog 18. i 19. stoljeća, pa sve do početka 20. stoljeća. Lied su skladali skladatelji kao što su: Joseph Haydn, Wolfgang Amadeus Mozart, Ludwig van Beethoven, Franz Schubert, Robert Schumann, Johannes Brahms, Hugo Wolf, Gustav Mahler i Richard Strauss. Međutim, među govornicima drugih jezika, "lied" se često koristi naizmjenično s "umjetničkom pjesmom" kako bi se obuhvatila djela inspirirana tradicijom drugih jezika. Pjesme skladane u liedu često se fokusiraju na pastoralne teme ili teme romantične ljubavi.
U pravilu su pjesme aranžirane za jednog pjevača i klavir, a one s orkestralnom pratnjom kasniji su razvoj. Neki od najpoznatijih primjera lieda su: „Der Tod und das Mädchen” („Smrt i djevojka”) Franza Schuberta, „Gretchen am Spinnrade” i „Der Doppelgänger”. Ponekad je lied sastavljena u ciklusu pjesama (njemački: Liederzyklus ili Liederkreis), nizu pjesama (obično tri ili više) povezanih jednom pričom ili temom, poput Schubertove „Die schöne Müllerin” i „Winterreise”, ili Schumannove „Frauen-Liebe und Leben” i „Dichterliebe”. Schubert i Schumann najbliže su povezani s ovim žanrom, uglavnom razvijenim u doba romantizma.